# Aberhafesp
Aberhafesp est un petit village et une communauté administrative du Montgomeryshire, dans le compté de Powys, au Pays de Galles. Cette communauté comprend également le hameau de Bwlch-y-Ffridd.
Le village est situé à environ 8 kilomètres à l'ouest de Newtown sur la B4568, près de la rivière Severn.
Le village inclut l'église de St Gwynog qui remonte au XIIIe siècle, et a été en grande partie reconstruite en 1857.